# Ритомече
Ритомече (словен. Ritomeče) — поселення в общині Хрпелє-Козіна, Регіон Обално-крашка, Словенія. Висота над рівнем моря: 630,9 м. Розташоване над с.Градище-при-Матерії. 